# Andes kupei
Andes kupei är en insektsart som beskrevs av Van Stalle 1986. Andes kupei ingår i släktet Andes och familjen kilstritar. Inga underarter finns listade i Catalogue of Life.